# Hajmási József
Hajmási József (Rábadoroszló, 1910 – Székesfehérvár, 2010. augusztus 13.) magyar tanár, amatőrcsillagász.

## Élete
Székesfehérvár amatőrcsillagászati mozgalmának meghatározó személyisége. Tanártársaival együtt alapította meg 1961-ben a székesfehérvári Csillagdát. Róla nevezték el a 164268 Hajmási kisbolygót.